# Ignazio Ciaia
Ignazio Ciaia (Fasano, 27 giugno 1766 – Napoli, 29 ottobre 1799) è stato uno scrittore italiano, tra i protagonisti della Repubblica Napoletana del 1799.

## Biografia
Nato a Fasano, borgo marittimo ubicato sull'estremità meridionale della Terra di Bari, nel Regno di Napoli (attualmente in provincia di Brindisi), figlio di Michele Ciaia e Camilla Pepe, compì i primi studi nella vicina Monopoli, per poi tornare presso la cittadina natale dove proseguì la sua formazione con la filosofia e la retorica.
Attirato dalla poesia, scrisse alcune liriche per la donna amata, la cantante livornese Celeste Coltellini, alla quale dedicò Partendo da Napoli per Vienna e Alla Luna.
Nel 1792, entrato in contatto con i circoli illuministici a Napoli e abbandonata l'idea di diventare avvocato (gli studi giuridici gli fecero però ottenere un posto in una Segreteria di Stato che si occupava di cose ecclesiastiche), conobbe l'intellettuale Carlo Lauberg che, nella capitale, aveva fondato una istituzione accademica di chimica nella quale propugnava le sue idee giacobine; il sodalizio con Lauberg si cementò vieppiù con la fondazione della Società Patriottica Napoletana, di derivazione massonica.
Con l'avvio delle repressioni borboniche sfuggì in un primo momento all'arresto nel 1793, dopo che era stato denunciato da uno studente, e aiutò l'amico Lauberg a prendere la fuga; ma, il 26 luglio 1795, la polizia borbonica lo prelevò nella sua casa paterna di Fasano e lo arrestò.
Dopo alcuni periodi di detenzione nel Castel Sant'Elmo di Napoli ed a Bisceglie, tornò in libertà e, con la proclamazione della Repubblica Napoletana (21 gennaio 1799), venne chiamato dal generale francese Jean Étienne Championnet quale membro della rappresentanza nazionale nel primo governo provvisorio, carica che manterrà per oltre un mese prima di entrare nella Commissione esecutiva della difesa.
Con la restaurazione dei Borboni seguita la caduta della Repubblica ad opera delle forze sanfediste del cardinale Fabrizio Ruffo, fu nuovamente incarcerato, nonostante una falsa promessa di espatrio in Francia.
Fu giustiziato il 29 ottobre 1799, assieme ad altre figure di primo piano della Repubblica quali Mario Pagano, Vincenzio Russo e Giorgio Pigliacelli.
A lui sono state intitolate la principale piazza di Fasano, dove si trova il municipio, e la biblioteca comunale, situata in largo Seggio 11.